# Rogue One: A Star Wars Story
Rogue One: A Star Wars Story, noto anche come Rogue One, è un film del 2016 diretto da Gareth Edwards.
È un film di fantascienza basato su un soggetto di John Knoll e Gary Whitta e scritto da Chris Weitz e Tony Gilroy, ed è il primo della serie Star Wars Anthology, una serie di film a sé stanti ambientati nell'universo di Guerre stellari. Ambientata poco prima degli eventi di Una nuova speranza, la pellicola è incentrata su un gruppo di spie ribelli in missione per rubare i piani della nuova arma dell'Impero Galattico, la Morte Nera. Il cast vede Felicity Jones nei panni della ribelle Jyn Erso, insieme a Diego Luna, Ben Mendelsohn, Donnie Yen, Mads Mikkelsen, Alan Tudyk, Riz Ahmed, Jimmy Smits, James Earl Jones, Jiang Wen e Forest Whitaker.
Il film ha ottenuto diversi riconoscimenti in tutto il mondo e due candidature agli Oscar 2017 (miglior sonoro e migliori effetti speciali), senza tuttavia aggiudicarseli.

## Trama
Lo scienziato Galen Erso, dopo aver lavorato per anni per l'Impero Galattico, si è ritirato sul pianeta Lah'mu, dove vive con la moglie Lyra e la figlia Jyn Erso. Galen viene raggiunto dal Direttore imperiale Orson Krennic, che uccide Lyra e costringe lo scienziato a completare la Morte Nera, una grande stazione spaziale capace di distruggere pianeti. Jyn fugge e viene salvata dal ribelle Saw Gerrera. Quindici anni dopo, Galen convince Bodhi Rook, un pilota imperiale, a portare a Gerrera un messaggio per informarli dell'esistenza della Morte Nera. Jyn, ormai adulta, viene fatta evadere da una prigione imperiale dai ribelli, che vogliono usarla per rintracciare Galen e ucciderlo, impedendo così che l'arma venga completata. Jyn, insieme all'ufficiale ribelle Cassian Andor e al droide K-2SO, si reca sul pianeta Jedha per incontrare Gerrera, che le mostra il messaggio inviato da Galen, nel quale lo scienziato rivela di aver volutamente inserito una vulnerabilità nella Morte Nera che, se colpita, provocherebbe la distruzione della stazione. Nel frattempo Krennic mostra al Governatore Tarkin il potere della Morte Nera distruggendo Jedha City; Jyn e il suo gruppo, a cui si sono aggiunti il monaco cieco Chirrut Îmwe e il guerriero Baze Malbus, fuggono, mentre Saw, stanco di una vita di battaglie, si lascia morire.
Rook conduce Jyn sul pianeta Eadu, dove si trova un centro di ricerca imperiale in cui lavora Galen. Intanto Krennic incontra Galen, il quale, minacciato, rivela di aver tradito l'Impero. I ribelli attaccano il centro di ricerca, provocando la morte di Galen fra le braccia della figlia, la quale poi fugge col gruppo. Krennic si reca su Mustafar per informare Darth Vader, per poi andare su Scarif ordinando di analizzare tutte le informazioni raccolte da Galen negli anni, per scoprire cosa abbia inviato ai ribelli. Jyn, nella base ribelle su Yavin 4, propone all'Alleanza Ribelle di sottrarre i piani della Morte Nera su Scarif, ma il comando ribelle respinge il piano. Jyn raduna un gruppo di volontari per recarsi segretamente su Scarif, con i quali fugge a bordo di un'astronave rubata. Arrivati su Scarif, Jyn, Cassian e K-2SO si infiltrano nel complesso, mentre gli altri ribelli, guidati da Baze e Chirrut, attaccano le truppe imperiali come diversivo. Saputo del piano di Jyn, l'Alleanza Ribelle decide di correre in suo aiuto e fornirle supporto. Mentre Jyn e Cassian trovano i piani, K-2SO si sacrifica per salvare gli amici.
Krennic si reca con due soldati per un'entrata alternativa, scatenando una sparatoria al termine della quale Cassian viene ferito gravemente e Jyn è costretta ad abbandonarlo per arrivare alla cima della base per trasmettere i dati. Sul resto del pianeta e nello spazio i ribelli, inizialmente in vantaggio grazie al fattore sorpresa, cadono uno dopo l'altro. Per riuscire a inviare i piani Bodhi deve collegarsi con le forze ribelli nello spazio tramite un trasmettitore, che però deve essere attivato dall'esterno. Essendo il più vicino, Chirrut va ad attivare il trasmettitore, riuscendoci, ma poco dopo viene colpito da una esplosione provocata dallo squadrone della morte di Krennic. Bodhi riesce a collegarsi con l'ammiraglio Raddus della flotta stellare, chiedendogli di aprire un varco per permettere a Jyn di trasmettere i dati: la trasmissione riesce, ma in quel momento una granata entra nella navetta uccidendo il pilota. Assistendo da lontano all'esplosione e vedendosi morire fra le braccia Chirrut, Baze stermina lo squadrone di Krennic, venendo però a sua volta ucciso dai soldati.
Mentre Raddus con un'astuta manovra militare riesce ad aprire il varco richiesto, Jyn raggiunge la sommità della base militare, su cui si trova l'antenna necessaria per trasmettere i piani. In quel momento le si para davanti Krennic, il quale però viene ferito da Cassian, sopraggiunto in quel momento. Sconfitto l'avversario, i due trasmettono i dati. Venuto a conoscenza dell'attacco ribelle, Tarkin decide di utilizzare la Morte Nera per distruggere il complesso su Scarif ed eliminare in tal modo qualsiasi minaccia, cancellando ogni traccia dell'errore. Il raggio mortale uccide qualsiasi soldato imperiale o ribelle sopravvissuto. Raggiunta la spiaggia, Jyn e Cassian, consapevoli di aver contribuito alla futura sconfitta dell'Impero, si abbracciano lasciandosi travolgere dall'esplosione. Dallo spazio Raddus elogia i soldati caduti e ordina la ritirata. La sua nave viene però assaltata dai soldati imperiali guidati da Darth Vader. Un gruppo di ribelli riesce a fuggire a bordo di una corvetta corelliana, portando con loro i piani rubati. I piani vengono affidati alla Principessa Leila di Alderaan, convinta che tali informazioni daranno una nuova speranza all'Alleanza Ribelle.

## Personaggi
- Jyn Erso, interpretata da Felicity Jones: una giovane ribelle dal carattere indipendente e coraggioso.[4][5] Beau Gadsdon interpreta il personaggio quando ha 8 anni mentre Dolly Gadsdon interpreta una Jyn di 4 anni.[6]
- Capitano Cassian Andor, interpretato da Diego Luna: un ufficiale dell'Alleanza Ribelle.[5]
- Orson Krennic, interpretato da Ben Mendelsohn: Direttore della divisione ricerca armi avanzate dell'Impero Galattico, a capo del progetto di costruzione della Morte Nera.[5]
- Chirrut Îmwe, interpretato da Donnie Yen: un guerriero cieco che crede devotamente nella Forza.[5]
- Galen Erso, interpretato da Mads Mikkelsen: padre di Jyn, è uno scienziato in possesso di conoscenze ricercate sia dall'Impero sia dall'Alleanza Ribelle.[5]
- K-2SO, interpretato da Alan Tudyk: un imponente droide di sicurezza imperiale riprogrammato dall'Alleanza Ribelle. Tudyk interpreta il personaggio tramite Motion capture.[5]
- Bodhi Rook, interpretato da Riz Ahmed: un disertore dell'Impero che si unisce alla ribellione.[7]
- Bail Organa, interpretato da Jimmy Smits: un senatore del pianeta Alderaan.[8]
- Darth Vader, doppiato da James Earl Jones: il Signore dei Sith, secondo in comando dell'Impero Galattico; sul set il personaggio è stato interpretato da Spencer Wilding e Daniel Naprous.[9][10][11]
- Baze Malbus, interpretato da Jiang Wen: un guerriero armato fino ai denti.[5]
- Saw Gerrera, interpretato da Forest Whitaker: un estremista ribelle, veterano delle guerre dei cloni. Il personaggio è apparso per la prima volta nella quinta stagione della serie animata Star Wars: The Clone Wars.[5][12]

Genevieve O'Reilly e Anthony Daniels riprendono i rispettivi ruoli di Mon Mothma e C-3PO dai precedenti film. Valene Kane interpreta Lyra Erso, madre di Jyn. Jonathan Aris, Fares Fares e Sharon Duncan-Brewster interpretano rispettivamente i senatori Nower Jebel, Vasp Vaspar e Tynnra Pamlo. Alistair Petrie interpreta il Generale Draven. Ian McElhinney interpreta il generale Jan Dodonna. Ben Daniels interpreta il generale Merrick. Michael Smiley, Andy de la Tour e Tim Beckmann interpretano rispettivamente il Dr. Evazan, il generale Hurst Romodi e Raymus Antilles. Warwick Davis interpreta Weeteef Cyubee, membro della banda di Saw Gerrera. Daniel Mays appare nei panni di Tivik, mentre Duncan Pow in quelli di Melshi. Geraldine James, Aryion Bakare e Simon Farnaby interpretano i piloti dello squadrone blu.
Guy Henry e Ingvild Deila sono stati usati come controfigure sul set per i personaggi di Tarkin e di Leila, ricreati digitalmente sulla base delle fattezze di Peter Cushing e Carrie Fisher da giovane. Drewe Henley e Angus MacInnes appaiono nei panni di Garven Dreis e Jon Vander attraverso filmati d'archivio tratti da Una nuova speranza. Rian Johnson e Ram Bergman, rispettivamente regista e produttore di Star Wars - Gli ultimi Jedi, appaiono in un cameo nei panni di due tecnici della Morte Nera. Anche Mark Hamill partecipa in un cameo sotto lo pseudonimo di William M. Patrick.

## Produzione

### Sviluppo

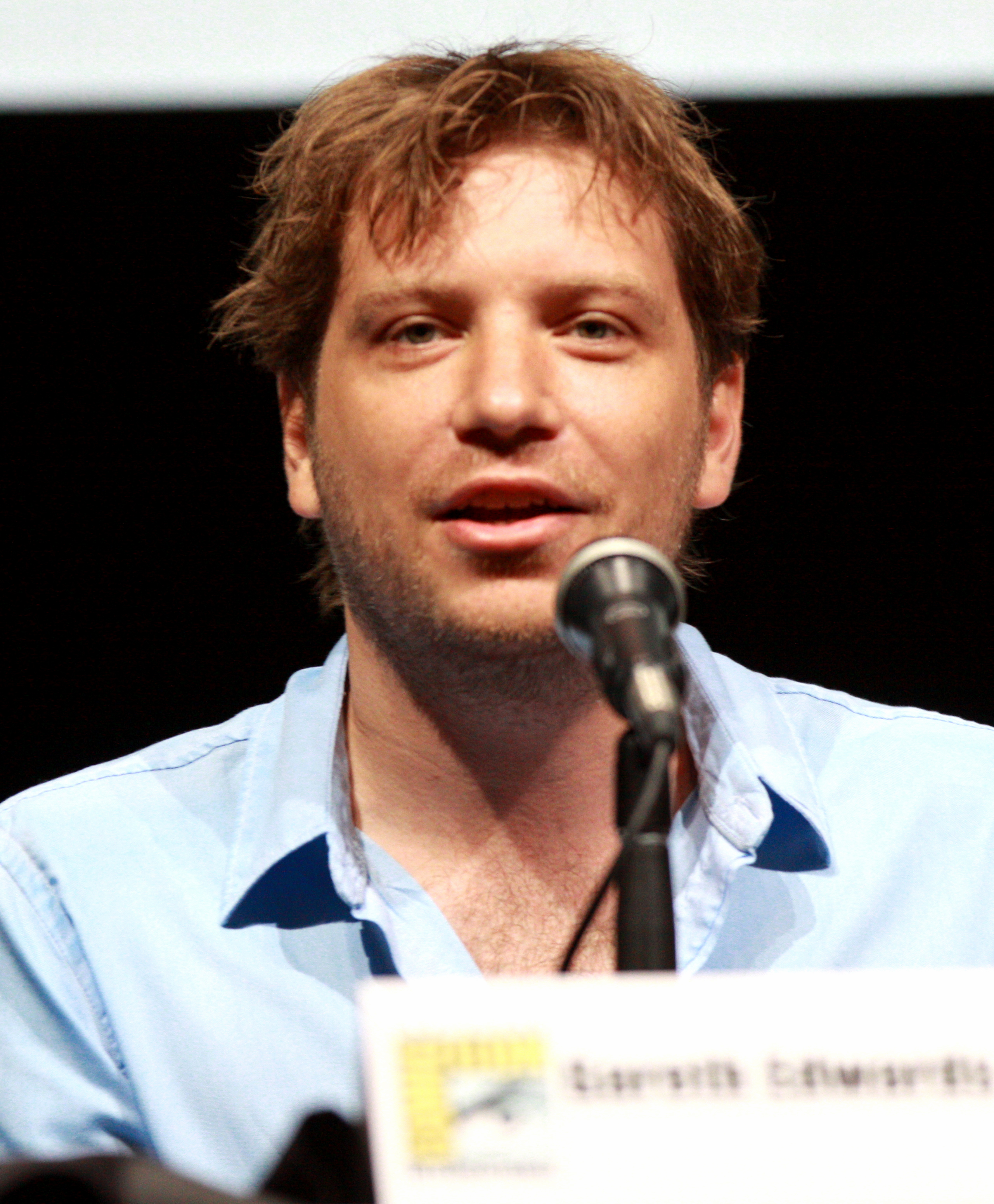
Il regista Gareth Edwards

L'idea per un film sul furto dei piani della Morte Nera venne da John Knoll, supervisore degli effetti speciali della trilogia prequel di Star Wars, circa 10 anni prima del suo sviluppo, mentre Knoll si trovava a Sydney per le riprese de La vendetta dei Sith nel 2003, quando seppe da Rick McCallum dell'iniziativa di George Lucas per una serie TV live-action poi mai realizzata Star Wars: Underworld. Tuttavia già allora McCallum spiegò a Knoll che la sua idea, una bozza dal titolo "Distruttore di Mondi", non avrebbe trovato posto nella serie, perché questa avrebbe esplorato i primi anni dell'Impero. Così, dopo l'acquisizione della Lucasfilm ripropose l'idea a Kathleen Kennedy che, come disse lo stesso Knoll "era presidente da appena 10 minuti" la quale, entusiasta del progetto, accettò. Inizialmente il primo spin-off della serie Anthology avrebbe dovuto essere Solo: A Star Wars Story, ma il temporaneo allontanamento di Lawrence Kasdan dal progetto per focalizzarsi su Star Wars - Il risveglio della Forza spinse la Lucasfilm a scegliere proprio Rogue One come prima pellicola spin-off.

Nel febbraio 2013, Bob Iger, CEO della Walt Disney Company annunciò la produzione di due spin-off della saga, scritti rispettivamente da Lawrence Kasdan e Simon Kinberg. Iger ha affermato che l'idea di produrre questi film indipendenti è venuta fuori mentre discuteva con George Lucas sull'acquisizione della Lucasfilm. Il CFO della Disney Jay Rasulo descrisse questi film come storie di origini. Kathleen Kennedy, capo della Lucasfilm, affermò che questi film non saranno collegati con la Trilogia sequel, spiegando: 
Nel maggio 2014 venne annunciato che Gareth Edwards avrebbe diretto il primo degli spin-off da una sceneggiatura di Gary Whitta, e la data di uscita venne fissata al 16 dicembre 2016. Nel gennaio 2015 Whitta annunciò di aver terminato la prima bozza delle sceneggiatura, e Chris Weitz venne assunto per scrivere la sceneggiatura. Nel marzo 2015 venne rivelato il titolo del film, Rogue One.
Ad aprile 2015, alla Star Wars Celebration, venne annunciato che i film stand-alone sarebbero stati distribuiti sotto il marchio Star Wars Anthology. Venne inoltre rivelato che il film sarebbe stato ambientato tra Episodio III ed Episodio IV. Ad agosto 2015, durante il D23 Expo della Disney, venne annunciato che il titolo del film era stato modificato in Rogue One: A Star Wars Story. Nel luglio 2016, rispondendo a una domanda sulla presenza della classica sequenza di apertura nel film, Kennedy affermò: "Ne stiamo parlando proprio adesso, ma non penso che questi film [Anthology] avranno un opening crawl. Edwards aggiunse: "L'idea è che questo film dovrebbe essere diverso dagli altri film della saga... tuttavia questo film è nato da un crawl, [...] e da ciò che era scritto al suo interno. C'è il sentore che se usassimo un crawl, questo creerebbe un altro film. Per cui la risposta sincera è che dovrete aspettare e vedere". Oltre alla mancanza del classico crawl, nella pellicola hanno rimosso i wipe, le tendine orizzontali che separavano una scena dall'altra, rendendo il film sostanzialmente diverso dagli episodi della saga. Nello stesso mese Edwards spiegò che il titolo del film ha tre significati diversi: "È un termine militare", in riferimento al Rogue Squadron visto in Una nuova speranza e all'inizio de L'Impero colpisce ancora; è il primo film a non essere parte della saga principale, per cui "è un po' il 'solitario' (rogue in inglese) del franchise"; e inoltre descrive il personaggio di Jyn Erso, che è una canaglia (un'altra traduzione della parola rogue).
Fonte di ispirazione per la pellicola è stato Star Wars radio drama, un adattamento radiofonico del 1981 e ora non canonico del film originale di Una nuova speranza, in cui viene menzionato il furto dei piani della Morte Nera sul pianeta Toprawa e il videogioco sparatutto Star Wars: Dark Forces del 1995, la cui missione è l'estrazione dei piani. Altri romanzi non più canonici da cui hanno preso spunto sono stati Rebel Dawn del 1997, ultimo romanzo della Trilogia di Ian Solo di Ann Carol Crispin, nella cui missione su Toprawa perde la vita l'amica di infanzia di Ian, Bria Tharen, e infine Jedi Dawn del 1993.
Edwards affermò che lo stile del film è più simile a una pellicola di guerra, spiegando: "È la realtà della guerra. I buoni sono cattivi. I cattivi sono buoni. È complicato, con molte sfumature; è uno scenario molto interessante in cui ambientare un film".

### Casting
Nel gennaio 2015 The Hollywood Reporter riportò che diverse attrici, tra cui Tatiana Maslany, Rooney Mara e Felicity Jones, erano in lizza per interpretare la protagonista del film. Nel febbraio 2015 venne annunciato che Felicity Jones era in trattative finali per partecipare al film, e che Aaron Paul e Édgar Ramírez erano tra i candidati per il ruolo maschile principale. Nel marzo 2015 Jones entrò ufficialmente nel cast. Nello stesso mese venne riportato che Ben Mendelsohn era in trattative per partecipare al film. Nell'aprile 2015 The Wrap riportò che Sam Claflin era stato avvicinato per un ruolo, mentre Riz Ahmed era in trattative per unirsi al cast. Il 13 maggio 2015 Mendelsohn, Ahmed e Diego Luna si unirono al cast in ruoli principali. Il 15 giugno 2015 si aggiunse al cast Forest Whitaker. Al D23 Expo 2015 venne annunciato il resto del cast, che include Donnie Yen, Jiang Wen, Mads Mikkelsen e Alan Tudyk. Genevieve O'Reilly riprende il ruolo di Mon Mothma da La vendetta dei Sith. Nel giugno 2016 venne confermato il ritorno di James Earl Jones come voce di Darth Vader.

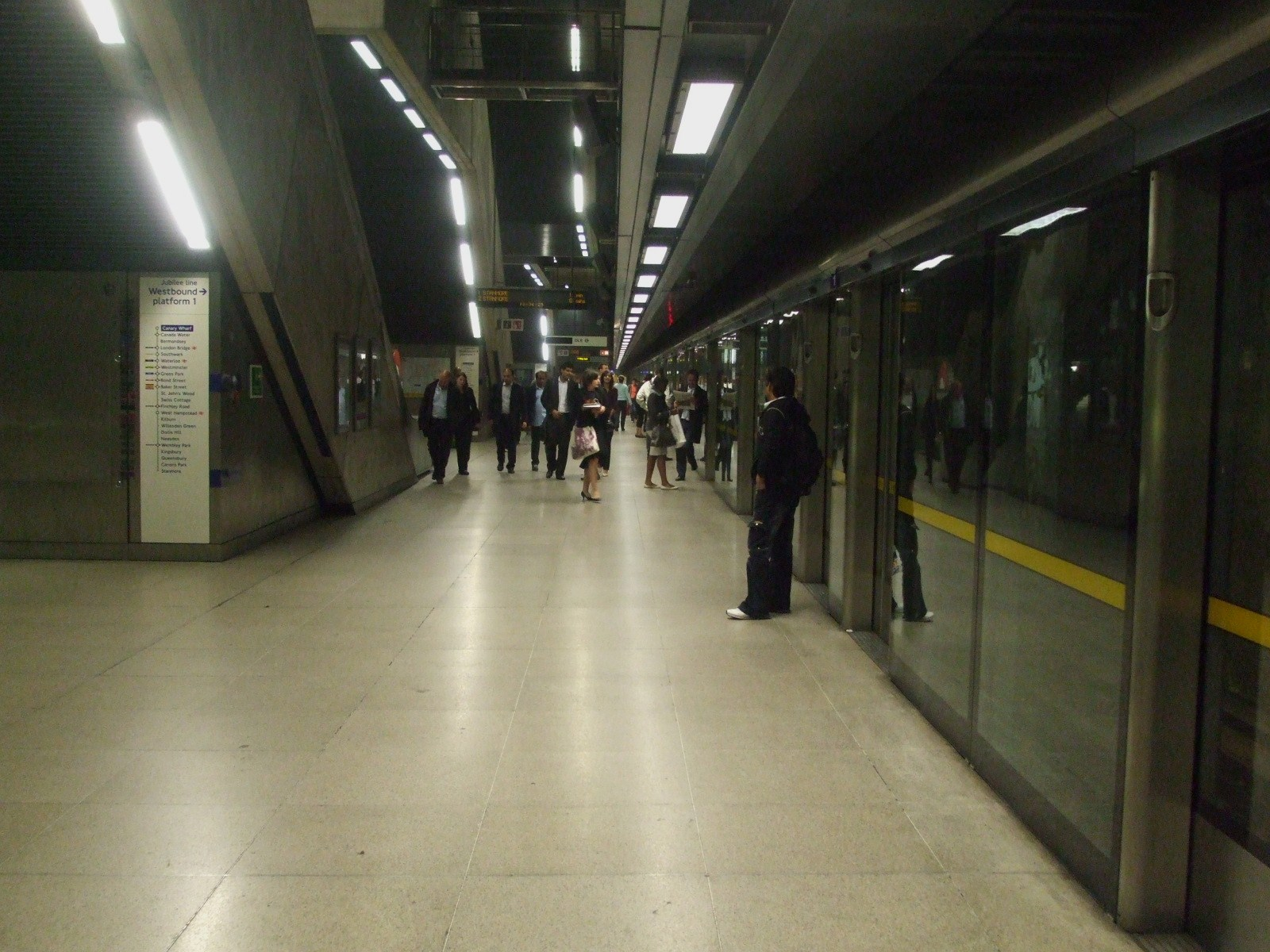
La stazione di Canary Wharf, usata come location per una scena d'inseguimento

### Riprese
Le riprese principali del film cominciarono l'8 agosto 2015 agli Elstree Studios, nell'Hertfordshire con il titolo di lavorazione Los Alamos. Il film è stato girato usando macchine da presa Arri Alexa 65 con lenti Ultra Panavision 70. Ulteriori riprese si sono svolte in diverse parti del mondo, tra cui l'atollo Laamu alle Maldive, in Islanda e nel Uadi Rum, in Giordania, per rappresentare il pianeta Jedha, la cui città sacra, secondo Doug Chiang, è stata realizzata pensando all'antica fortezza di Masada. Una scena di inseguimento del film venne girata alla stazione della metropolitana di Canary Wharf a Londra; la produzione girò la scena tra la mezzanotte e le quattro del mattino, mentre la stazione era chiusa al pubblico. In merito alle riprese sulle Maldive, il regista ha affermato che ha voluto rappresentare il pianeta tropicale Scarif basandosi sulle isole del Pacifico, in quanto nei film di Guerre stellari di George Lucas si avvertiva l'ispirazione a vari teatri di battaglia della seconda guerra mondiale, ma l'unico a non essere stato mostrato è proprio quello del fronte Pacifico.
Il regista, nella realizzazione della pellicola, ha affrontato il paragone col capostipite della saga, spiegando:
Come riferito da Edwards, il suo collega Peter Jackson visitò il set durante l'iconica scena di Darth Vader nel corridoio. Anche George Lucas fece visita al set dando consigli a Gareth Edwards.

### Post-produzione
Nel febbraio 2016 il CEO della Disney Bob Iger affermò che le riprese del film erano "praticamente terminate". A partire dal giugno 2016 si tennero diverse settimane di riprese aggiuntive. Nell'agosto 2016 The Hollywood Reporter confermò che Tony Gilroy era stato chiamato per supervisionare le riprese aggiuntive, e che avrebbe lavorato insieme a Edwards in sala di montaggio. Gilroy era stato inizialmente chiamato per aiutare Edwards con il finale del film, che non stava venendo come sperato dalla produzione. Gilroy aveva già aiutato Edwards durante la lavorazione di Godzilla, e aveva aiutato Frank Marshall, produttore e marito di Kathleen Kennedy, a terminare The Bourne Identity. Edwards spiegò che gran parte delle riprese aggiuntive aveva riguardato il terzo atto del film, spiegando: "Quello che è successo è che un terzo o più del film è girato con uno stile documentario, e per realizzarlo in questo modo abbiamo girato per ore e ore, giorni e giorni. Normalmente quando monti un film si incastra tutto, A-B-C-D-E, e così via. Dal momento che avevamo così tante modifiche, così tanti modi in cui potevamo costruire il film, ci abbiamo messo più tempo del previsto a trovare la versione giusta". In un'altra occasione Edwards aggiunse che il terzo atto originale era più lungo e prevedeva che i personaggi principali si spostassero da una location all'altra, ma che in seguito fu deciso di riscrivere la storia in modo da non farli spostare e ridurre così la durata del terzo atto. Edwards ha raccontato che circa tre o quattro mesi prima dell'uscita della pellicola, a riprese ormai terminate, abbiano deciso sia lui che il montatore Jabez Olssen di inserire l'iconica scena di Darth Vader nel corridoio perché sentivano il bisogno della sua presenza. La Kennedy fu così entusiasta all'idea che due settimane dopo si misero a girare la scena.
Gli effetti visivi del film sono curati dalla Industrial Light & Magic (ILM). L'azienda usò la CGI e filmati d'archivio modificati per ricreare le fattezze di Peter Cushing, interprete di Tarkin in Una nuova speranza, sul corpo dell'attore Guy Henry. La ILM recuperò numerose ore di filmati di Cushing per usarli come modello, poi Henry interpretò il personaggio di Tarkin sul set attraverso la motion capture. La famiglia di Cushing diede il permesso di utilizzare le fattezze dell'attore nel film e collaborò da vicino con la produzione. Gli artisti della ILM studiarono ogni dettaglio del portamento di Cushing, dal suo modo di parlare al tic facciali. Un processo simile fu usato per ricreare le fattezze di Carrie Fisher da giovane nei panni della principessa Leila, aggiunte digitalmente sul volto dell'attrice Ingvild Deila; inoltre fu usato un audio d'archivio in cui Fisher pronuncia la parola "Hope" (speranza) per dar voce al personaggio. Durante le riprese il direttore della fotografia Greig Fraser ha riscontrato diversi problemi che hanno ispirato l'idea di utilizzare grandi schermi LED come componenti del set. Questa idea è stata ulteriormente sviluppata da un team che includeva Richard Bluff e Rob Bredow di Industrial Light & Magic, nonché Kim Libreri, che ha messo a disposizione il motore di gioco Unreal Engine di Epic Games. Da questa collaborazione sarebbe poi nato lo StageCraft o The Volume di cui è stato promotore la serie TV The Mandalorian. La post-produzione del film terminò il 28 novembre 2016.

## Colonna sonora
La colonna sonora del film è composta da Michael Giacchino. Rogue One è la prima pellicola in live-action della saga di Guerre stellari a non avvalersi delle musiche di John Williams.
Inizialmente le musiche del film avrebbero dovuto essere composte da Alexandre Desplat. Il film avrebbe segnato la seconda collaborazione tra Desplat e Edwards dopo Godzilla. Tuttavia nel settembre 2016 venne riportato che Desplat aveva dovuto rinunciare all'incarico a causa dei ritardi nella consegna del film dovuti alle riprese aggiuntive, ritardi che hanno influito sulle sessioni di registrazione della colonna sonora, andando a sovrapporsi con altri impegni del compositore. Giacchino compose le musiche del film in quattro settimane e mezzo. Parlando della colonna sonora, Giacchino spiegò di aver preso ispirazione "dalle stesse tradizioni a cui si ispirarono Williams e George Lucas quando realizzarono Guerre stellari. George aveva in mente i vecchi serial di Flash Gordon, mentre John prese ispirazione da Gustav Holst e da altri compositori come punto di partenza per ciò che voleva comunicare. C'è un meraviglioso linguaggio musicale che John ha creato per i film originali. Ho voluto onorare quel linguaggio ma al tempo stesso fare qualcosa di nuovo e personale". La colonna sonora è stata pubblicata dalla Walt Disney Records il 16 dicembre 2016.

### Tracce
Tutte le musiche sono di Michael Giacchino eccetto dove indicato.
1. He's Here For Us – 3:20
2. A Long Ride Ahead – 3:56
3. Wobani Imperial Labor Camp – 0:54
4. Trust Goes Both Ways (include The Force Theme composto da John Williams) – 2:45
5. When Has Become Now – 1:59
6. Jedha Arrival – 2:48
7. Jedah City Ambush – 2:19
8. Star-Dust – 3:47
9. Confrontation on Eadu (include Death Star Motif composto da John Williams) – 8:05
10. Krennic's Aspirations (include The Imperial March (Darth Vader's Theme) composto John Williams) – 4:16
11. Rebellions Are Built on Hope – 2:56
12. Rogue One (include The Force Theme by John Williams) – 2:04
13. Cargo Shuttle SW-0608 – 3:59
14. Scrambling the Rebel Fleet (include The Force Theme e Star Wars Main Theme composti da John Williams) – 1:33
15. AT-ACT Assault (include Rebel Fanfare e Imperial Walkers composti da John Williams) – 2:55
16. The Master Switch – 4:02
17. Your Father Would Be Proud – 4:51
18. Hope (include The Imperial March, Rebel Blockade Runner, e The Force Theme composti da John Williams) – 1:37
19. Jyn Erso & Hope Suite – 5:51
20. The Imperial Suite – 2:29
21. Guardians of the Whills Suite – 2:52

## Promozione
La promozione di Rogue One fu inizialmente rimandata a causa dell'uscita di Mission: Impossible - Rogue Nation nel luglio 2015. La Paramount Pictures aveva infatti registrato il titolo del film nel gennaio 2015, prima che la Disney annunciasse il titolo dello spin-off di Guerre stellari. A causa delle similitudini tra i titoli Rogue One e Rogue Nation, la Disney e la Paramount raggiunsero un accordo in modo da evitare una possibile confusione tra i due titoli; la Disney acconsentì a rimandare la promozione di Rogue One fino a metà 2015, fatta eccezione per un breve teaser mostrato alla Star Wars Celebration ad Anaheim.
Un teaser trailer del film venne presentato in anteprima durante la trasmissione Good Morning America il 7 aprile 2016 e pubblicato poco dopo online, anche in italiano. Nel luglio 2016, in occasione del panel del film alla Star Wars Celebration a Londra, venne pubblicato un video dietro le quinte del film; inoltre venne presentato in esclusiva per i presenti al panel un secondo teaser trailer del film.
L'11 agosto 2016, in occasione dei Giochi Olimpici di Rio 2016, la NBC trasmise un nuovo trailer. Il trailer finale è stato pubblicato il 13 ottobre 2016.

### Merchandising
L'uscita del film è accompagnata da numerose iniziative di marketing. Come già accaduto in occasione dell'uscita di Star Wars: Il risveglio della Forza, la Lucasfilm e la Disney crearono l'evento "Force Friday", fissato al 30 settembre 2016, in cui vennero ufficialmente lanciati sul mercato tutti i prodotti legati a Rogue One.
Nel novembre 2016 venne pubblicato Catalyst: A Rogue One Story, un romanzo tie-in scritto da James Luceno ambientato alcuni anni prima degli eventi di Rogue One. Nel dicembre 2016 venne pubblicata la trasposizione letteraria del film, scritta da Alexander Freed.

## Distribuzione

### Data di uscita
La première mondiale di Rogue One si è tenuta il 10 dicembre 2016 al Pantages Theatre di Los Angeles. Il film è stato distribuito il 15 dicembre 2016 in Italia e il giorno successivo negli Stati Uniti, anche in 3D e IMAX.

### Edizione italiana
La direzione del doppiaggio e i dialoghi italiani sono stati curati da Carlo Cosolo, per conto della Dubbing Brothers Int. Italia. Come per Star Wars - Il risveglio della Forza i nomi rimangono quelli originali, sebbene il film sia ambientato poco prima degli eventi del 4º capitolo. Come voce italiana di Darth Vader torna Massimo Foschi, doppiatore del personaggio fin dagli esordi. Diverso è invece per il governatore Tarkin, qui doppiato da Antonio Sanna invece che Glauco Mauri (doppiatore del personaggio in Una nuova speranza) e Leila Organa, doppiata da Benedetta Degli Innocenti al posto di Ottavia Piccolo.

### Edizioni home video
Rogue One: A Star Wars Story è stato distribuito da Walt Disney Studios Home Entertainment il 24 marzo 2017 in formato digitale e il 4 aprile 2017 in Blu-ray e DVD. In Italia il film è stato distribuito il 12 aprile 2017 in Blu-ray e DVD.

## Accoglienza

### Incassi
Rogue One: A Star Wars Story ha incassato 533539991 $ in Nord America e 525142151 $ nel resto del mondo, per un incasso complessivo di 1058682142 $, a fronte di un budget di produzione di $200 milioni.
Nel circuito IMAX il film ha incassato in tutto il mondo $29,2 milioni in 708 schermi, il quarto miglior esordio di sempre in questo formato per il mese di dicembre, dietro a Il risveglio della Forza, Gli ultimi Jedi e L'ascesa di Skywalker; inoltre è il secondo maggior incasso mondiale del 2016 e il maggior incasso nel Nord America del 2016.
Nel settembre del 2016 il CEO della Disney Bob Iger affermò che l'azienda non si aspettava degli incassi simili a quelli di Star Wars - Il risveglio della Forza (che incassò quasi $2,1 miliardi a livello mondiale), dal momento che si sarebbe trattato di uno spin-off slegato dalla saga principale con dei personaggi in gran parte inediti.

#### Nord America
Alle anteprime del giovedì sera negli Stati Uniti il film ha incassato $29 milioni, il miglior incasso alle anteprime del 2016. Il giorno d'apertura negli Stati Uniti il film ha incassato $71,1 milioni compresi gli incassi delle anteprime; si tratta del terzo miglior giorno d'apertura del 2016 dopo Batman v Superman: Dawn of Justice e Captain America: Civil War. Il primo sabato di programmazione il film ha incassato $46,3 milioni, con un calo del 34,9% rispetto al venerdì. Il film ha chiuso il primo week-end con un incasso di $155,1 milioni. Nei cinema IMAX il film ha incassato $19 milioni nel primo week-end, divenendo il miglior esordio IMAX del 2016.

#### Internazionale
All'estero il film è stato distribuito in contemporanea con gli Stati Uniti in 54 paesi. Nel primo week-end di programmazione il film ha incassato $135 milioni. Il film ha aperto al primo posto in tutti i mercati, stabilendo un record come miglior esordio del 2016 in Francia, Germania, Spagna e Regno Unito. I maggiori mercati nel primo week-end sono Regno Unito ($21 milioni), Germania ($12,5 milioni), Australia ($10,8 milioni), Francia ($10 milioni) e Giappone ($7,9 milioni). Nei cinema IMAX il film ha incassato $10,2 milioni in 307 schermi, divenendo il secondo miglior esordio internazionale in tale formato.

### Critica
Il film è stato accolto positivamente dalla critica. Sull'aggregatore di recensioni Rotten Tomatoes ha un indice di gradimento dell'84%, con un voto medio di 7,5 basato su 460 recensioni; il consenso critico del sito recita: "Rogue One affonda in profondità nella mitologia di Guerre stellari proponendo al tempo stesso una nuova narrazione e una nuova estetica, e suggerendo un futuro radioso per il franchise". Su Metacritic ha un voto medio di 65 su 100 basato su 51 recensioni.
Peter Travers di Rolling Stone ha dato al film quattro stelle e mezzo su cinque, scrivendo che riesce a catturare "la magia della trilogia originale" e definendolo "vivo e ardente, con la stessa euforica gioia per la scoperta che ci catturò quasi quarant'anni fa". Peter Debruge di Variety ha apprezzato il film, definendolo "il primo film di Guerre stellari indirizzato ai fan adulti del film originale, un crudo film di guerra con pochi elementi per bambini". Todd McCarthy dell'Hollywood Reporter ha apprezzato il film, lodando gli effetti visivi e la regia di Edwards, specialmente nel terzo atto. James Dyer di Empire ha dato al film quattro stelle su quattro e lo ha definito "il film definitivo per i fan di Guerre stellari, è a corto di bizzarrie ma quando si mette in moto ci sono abbastanza pericoli e spettacolo per presagire un futuro roseo per i prossimi film standalone". Scott Mendelson di Forbes ha apprezzato il film, affermando che rappresenta "un passo nella giusta direzione" per il franchise ma ha lamentato un eccessivo fanservice. Eric Goldman di IGN.com ha dato al film 9 su 10, scrivendo: "Rogue One è un film pieno di fan service, ma quando il fan service è fatto bene c'è poco da lamentarsi e molto da adorare. Il film offre una notevole ricostruzione del mondo originale di Guerre stellari, esplorando al tempo stesso questo universo da un punto di vista diverso, più audace".
Richard Brody di The New Yorker è stato critico nei confronti del film, definendolo "lobotomizzato" e "depersonalizzato" e scrivendo che "non è tanto un film quanto un lungo filmato promozionale per sé stesso; è un film che sta ancora aspettando di essere fatto". A. O. Scott del New York Times ha scritto: "Tutti i pezzi sono là, come mattoncini Lego in una scatola. Il problema è che i filmmaker non si sono minimamente preoccupati di trovare qualcosa di interessante da fare con questi pezzi. [...] Trame e sottotrame sono gestite con espedienti maldestri, e i temi che avrebbero potuto connettere questo film al più grande mito della Lucasfilm non vengono sviluppati". Stephanie Zacharek del Time ha definito il film "innocuo", scrivendo: Rogue One: A Star Wars Story non cambierà le vostre vite né in bene né in male, e non offenderà nessuno".
George Lucas, creatore della saga, ha lodato il film chiamando direttamente per telefono il regista Gareth Edwards ritenendo che fosse più soddisfacente del precedente Star Wars - Il risveglio della Forza. Gareth ha commentato il fatto specificando "Ha amato il film. Posso morire felice".

#### Dibattito sugli effetti visivi
Nonostante gli effetti visivi siano stati generalmente apprezzati dalla critica, diversi giornalisti hanno discusso riguardo all'uso della computer-generated imagery (CGI) per far rivivere Peter Cushing, morto nel 1994, nei panni del Grand Moff Tarkin. Catherine Shoard di The Guardian, nonostante affermi che il personaggio funzioni "incredibilmente bene", ha definito la "resurrezione" di Cushing un "oltraggio digitale", "la riduzione dell'anima a una semplice corrispondenza digitale". Eric Althoff di The Washington Times ha criticato l'uso dell CGI per ricreare persone scomparse, affermando che "quello che otteniamo è, in fondo, non una simulazione, ma un'approssimazione di una simulazione – un personaggio morto interpretato da un attore vivente che non interpreta il personaggio, ma imita un attore morto". Joseph Walsh di The Guardian ha discusso degli aspetti legali ed etici legati al riportare "in vita" un attore defunto da tempo, chiedendosi se sia moralmente corretto effettuare operazioni di questo genere. In risposta alle critiche la Lucasfilm ha spiegato di aver ottenuto dagli eredi di Cushing e dalla sua ex assistente personale il permesso di usare la sua immagine nel film; inoltre John Knoll della Lucasfilm ha difeso la scelta di ricreare digitalmente l'attore, affermando che la presenza del personaggio era fondamentale per la storia. Krysty Puchko su Indiewire, in risposta alla Lucasfilm, ha scritto: "Certo, gli eredi possono dare il loro permesso. E probabilmente lo stesso Cushing avrebbe dato la sua approvazione essendo apparso nei precedenti film di Guerre stellari. In questo caso potrebbe anche essere visto come un fan service animato da buone intenzione. Ma rimane il fatto che Cushing non ha potuto dire di no".

## Riconoscimenti
- 2017 – Premio Oscar[3]
  - Candidatura al miglior sonoro a David Parker, Christopher Scarabosio e Stuart Wilson
  - Candidatura ai migliori effetti speciali a John Knoll, Mohen Leo, Hal Hickel, Neil Corbould
- 2017 – Premio BAFTA[126]
  - Candidatura ai migliori effetti speciali a Neil Corbould, Hal Hickel, Mohen Leo, John Knoll e Nigel Sumner
  - Candidatura al miglior trucco e acconciatura
- 2017 – Cinema Audio Society Awards[127]
  - Candidatura all'Outstanding Achievement in Sound Mixing for a Motion Picture - Live Action a Stuart Wilson, Christopher Scarabosio, David Parker, Joel Iwataki, Nick Kray e Frank Rinella
- 2017 – Costume Designers Guild Awards[128]
  - Candidatura all'Excellence in Fantasy Film
- 2017 – Empire Awards[129]
  - Miglior film
  - Miglior regista a Gareth Edwards
  - Miglior attrice a Felicity Jones
  - Candidatura al miglior debutto maschile a Riz Ahmed
  - Candidatura al miglior sci-fi/fantasy
  - Candidatura alla miglior scenografia
  - Candidatura ai migliori costumi
  - Candidatura al miglior trucco e acconciatura
  - Candidatura ai migliori effetti visivi
- 2017 – MTV Movie & TV Awards[130]
  - Candidatura al miglior film
  - Candidatura al miglior eroe a Felicity Jones
  - Candidatura al miglior cattivo a Ben Mendelsohn
- 2017 – Saturn Award[131]
  - Miglior film di fantascienza
  - Miglior regia a Gareth Edwards
  - Migliori effetti speciali a John Knoll, Mohen Leo, Hal Hickel, Neil Corbould
  - Candidatura alla migliore sceneggiatura a Chris Weitz, Tony Gilroy
  - Candidatura alla miglior attrice a Felicity Jones
  - Candidatura al miglior attore non protagonista a Diego Luna
  - Candidatura alla miglior colonna sonora a Michael Giacchino
  - Candidatura al miglior montaggio a John Gilroy, Colin Goudie, Jabez Olssen
  - Candidatura alla miglior scenografia a Doug Chiang, Neil Lamont
  - Candidatura ai migliori costumi a David Crossman, Glyn Dillon
  - Candidatura al miglior trucco ad Amy Byrne
- 2017 – Visual Effects Society Awards[132]
  - Candidatura all'Outstanding Visual Effects in a Photoreal Feature a John Knoll, Erin Dusseault, Hal Hickel, Nigel Sumner, Neil Corbould
  - Candidatura all'Outstanding Animated Performance in a Photoreal Feature ("Grand Moff Tarkin") a Sven Jensen, Jee Young Park, Steve Walton, Cyrus Jam
  - Candidatura all'Outstanding Created Environment in a Photoreal Feature ("Complesso di Scarif") a Enrico Damm, Kevin George, Olivier Vernay-Kim, Yanick Dusseault
  - Candidatura all'Outstanding Virtual Cinematography in a Photoreal Project ("Battaglia spaziale") a John Levin, Euising Lee, Steve Ellis, Barry Howell
  - Candidatura all'Outstanding Model in a Photoreal or Animated Project ("Principessa Leila") a Paul Giacoppo, Gareth Jensen, Todd Vaziri, James Tooley
  - Candidatura all'Outstanding Model in a Photoreal or Animated Project ("Star Destroyer") a Jay Machado, Marko Chulev, Akira Orikasa, Steven Knipping
  - Candidatura all'Outstanding Effects Simulations in a Photoreal Feature ("Distruzione di Jedha") a Miguel Perez Senent, Matt Puchala, Ciaran Moloney, Luca Mignardi

## Altri media
Nel novembre 2018 è stata annunciata Andor, una serie prequel di Rogue One: A Star Wars Story che segue il personaggio di Cassian Andor cinque anni prima degli eventi del film. Diego Luna, che riprende il ruolo di Andor, è accreditato come produttore esecutivo. La produzione è iniziata nel 2020 e la serie è uscita il 21 settembre 2022 su Disney+.

## Star Wars Anthology
Il secondo film della serie Star Wars Anthology è stato Solo: A Star Wars Story, uscito nel 2018. Nel giugno 2018 Collider ha affermato che tutti i futuri film Anthology erano stati sospesi a causa della deludente performance finanziaria di Solo. La Lucasfilm ha smentito le voci definendole "inesatte" e ha confermato che c'erano diversi film non annunciati in fase di sviluppo. La miniserie Obi-Wan Kenobi originariamente sarebbe dovuta diventare il terzo film, ma è stata trasformata in una serie per la piattaforma Disney+ a causa delle scarse prestazioni di Solo. Bob Iger ha affermato che la produzione dei nuovi film sarebbe stata interrotta dopo Star Wars - L'ascesa di Skywalker del 2019.